# Go! 프린세스 프리큐어
《Go! 프린세스 프리큐어》(일본어: Go!プリンセスプリキュア Go! 프린세스 푸리큐아[*] 영어: Go! Princess PreCure)는 도에이 애니메이션 제작의 애니메이션이다.

## 개요
- 아사히 방송 및 TV 아사히 계열국을 통해 2015년 2월 1일부터 2016년 1월 31일까지 방영되었다.
- 프리큐어 시리즈 통상 12번째 작품이자 10대 프리큐어에 해당되는 작품이다.
- 프리큐어 시리즈 최초로 기숙사제 학교가 나온 작품이다.
- 시리즈 중 프레시 프리큐어와 같이 화수(50화/대부분 시리즈는 48~49화로 종결)가 많은 작품이다.
- 대한민국에서는 2019년 1월 7일부터 2019년 4월 30일까지 애니박스 및 대원방송 계열국을 통해 방영되었다.

## 방송 일시
| 방송 채널                  | 방송일                           | 방송 시간 |
| -------------------------- | -------------------------------- | --------- |
| TV 아사히 계열 아사히 방송 | 2015년 2월 1일 ~ 2016년 1월 31일 | 종료      |

## 등장인물

### 프린세스 프리큐어
하루노 하루카(한보미) / 큐어 플로라(꽃)(일본어: 春野 はるか / キュアフローラ)
성우 - 시마무라 유우/여민정
색깔 -      분홍색
본 작의 여주인공. 노블 학원의 1학년생으로 활기차고 웃는 얼굴이 예쁜 소녀. 꿈을 이루겠다는 마음가짐은 누구에게도 지지 않는다. 어릴 때부터 가지고 있는 그림 동화책의 공주님을 동경하고 있으며, 지금도 프린세스가 되고 싶다는 꿈을 가지고 있다. 좋아하는 것은 꽃과 동물, 그림 동화책 '꽃의 프린세스'. 생일은 4월 10일, 별자리는 양자리.
카이도 미나미(정바다) / 큐어 머메이드(인어)(일본어: 海藤 みなみ / キュアマーメイド)
성우 - 아사노 마스미/윤은서
색깔 -      물색
하루카의 한 살 연상의 상급생으로 '학원의 프린세스/학교의 프린세스'라고 불릴정도로 전교생의 동경을 한몸에 받고 있는 팔방미인의 학생회장. 책임감이 강하고 철저하기 때문에 때론 엄격한 면도 보이기도 하지만, 바다처럼 사려 깊고 다정한 성격의 소유자. 다른 사람의 도움이 되는 훌륭한 사람이 되고 싶다고 생각한다. 좋아하는 것은 바다와 홍차. 생일은 7월 20일, 별자리는 게자리.
아마노가와 키라라(유은하) / 큐어 트윙클(반짝임)(일본어: 天ノ川 きらら / キュアトゥインクル)
성우 - 야마무라 히비쿠/유보라
색깔 -      노란색
하루카와 동갑내기인 인기 패션 모델의 소녀. 자유분방하고 꾸미기를 좋아하며 무척 솔직하고 마이웨이인 성격이지만 자기 꿈을 위해서 똑바로 나아가는 뚝심도 갖고 있다. 장래의 꿈은 톱 모델이 되는 것. 좋아하는 것은 별, 달콤한 디저트 요리. 생일은 9월 12일, 별자리는 처녀자리.
아카기 토와(장영원) / 큐어 스칼렛 (일본어: 紅城 トワ / キュアスカーレット)
성우 - 사와시로 미유키/사문영
색깔 -      빨간색
카나타 왕자의 친동생으로 호프 킹덤의 공주이자 책임감이 강하고 성실한 노력파로 어릴적 그랑 프린세스에 대한 꿈을 품고 열정을 다해 수련을 하였으나 진전되지 않는다고 생각에 마음의 어둠이 생기고 이를 노린 절망의 마녀 디스피아에게 세뇌당했으며 디스피아의 사악한 음모로 그 기억과 본래 모습과 꿈을 잃어버린 채 타락한 모습으로 거의 9년 동안 살아가게 되지만 하루카/한보미와 친오빠 카나타의 노력으로 원래 모습을 되찾고 프리큐어로 각성한다. 바이올린 켜는 것을 좋아하며, 언젠가 오빠인 카나타 왕자와 함께 연주하고 싶은 소망을 갖고 있다. 꿈은 그랑 프린세스가 되는 것. 좋아하는 것은 바이올린. 생일은 12월 15일, 별자리는 사수자리.

### 호프 킹덤
카나타 왕자 (일본어: カナタ王子)
성우 - 타치바나 신노스케/이경태
호프 킹덤의 마음씨 좋고 용감한 왕자님. 본명은 프린스 호프 그랜드 카나타. 옛날에 하루카와 만나 '드레스업 키'를 주고 꿈을 믿는 것의 중요함을 가르쳤다. 호프 킹덤을 구하기 위해 '프린세스 퍼퓸'을 퍼프와 아로마에게 맡긴다.

#### 로열 페어리
퍼프 (일본어: パフ)
성우 - 토야마 나오/손선영
색깔 -      분홍색
어리광쟁이에 태평한 성격의 요정. 오빠인 아로마와 함께 호프 킹덤에서 프린세스 프리큐어를 찾으러 왔다. 꾸미기를 무척 좋아하며 머리를 정돈 해주면 무척 좋아한다.
아로마 (일본어: アロマ)
성우 - 코키도 시호/김보나
색깔 -      보라색
밝고 성실한 요정. 하루카 일행을 진정한 프린세스가 되도록 인도하기 위해 잔소리를 하며 주의를 주는 일도 한다. 호프 킹덤에서 프린세스 프리큐어를 찾기 위해 왔다. 여동생인 파프를 항상 귀여워한다.

#### 레슨 티쳐
미스 샤무르 (일본어: ミス・シャムール)
성우 - 신타니 마유미/강시현
색깔 -      남색
호프 킹덤에 전해지는 '레슨패드'에 살고있는 요정. 프린세스가 되기 위한 레슨을 담당하고 있다. 평상시에는 샴고양이와 같은 모습이지만 인간의 모습으로 변신 할 수 있다.

### 디스다크
절망의 마녀 디스피아 (일본어: 絶望の魔女 ディスピア)
성우 - 사카키바라 요시코/조진숙
본 작의 흑막이자 최종보스. 온 세상의 꿈을 증오하고 질투를 하며 절망으로 바꾸는 무서운 마녀. 호프 킹덤을 절망에 빠트려 놓았다. 사실 그 정체는 꿈이 있는 곳에는 반드시 어둠이 태어나며, 이루지 못한 꿈, 잃어버린 희망(좌절, 후회 외) 그것이 모두 절망이 되면서 모든 꿈을 가둬 버리는 존재이며 절망 그 자체. 그랑 프린세스로 각성한 프리큐어 일행들이 모든 드레스 업 키가 하나로 모인 그랑 프린세스 키의 힘으로 발동된 프리큐어들의 최종기 프리큐어 그랑 리베라시온을 직격으로 받으면서 마침내 최후를 맞이한다.
트와일라잇 (일본어: トワイライト)
성우 - 사와시로 미유키/사문영
디스피아의 딸로 디스다크의 공주이자 '검은 프린세스'. 자신을 고귀하고 고상한 진정한 프린세스라고 자칭하고 바이올린으로 차가운 음색을 연주하며 프린세스 프리큐어들과 대립한다. 사실 정체는 카나타의 여동생인 토와(본명은 프린세스 호프 딜라이트 토와)/트와(프린세스 호프 딜라이트 트와)이며 호프 킹덤의 공주. 결국 오빠인 카나타와 하루카의 일행들의 의해 정화되어 원래의 토와 모습으로 돌아왔다.
클로즈 (일본어: クローズ)
키노 슈이치로(마두철) (일본어: 木野修一郎)
성우 - 마도노 미츠아키/정의한
디스다크의 3간부의 일원. 셧, 록과 함께 절망의 마녀 디스피아를 모시고 있다. 록 뮤지션 같은 외모에 성질이 급하다. 사람들의 꿈을 절망으로 바꿔 제츠보그라는 괴물을 만들어낸다. 그는 키노 마히로의 오빠였다.
셧 (일본어: シャット)
성우 - 히노 사토시/김진홍
디스다크의 3간부의 일원. 나르시스트로 아름다운 것을 좋아하는 꽃미남. 그래서 트와일라잇의 미모에 푹 빠졌다. 잘난척하는 말투를 쓴다.
록(락)/쿠로로(일본어: ロック / クロロ)
성우 - 카이다 유키/곽규미
색깔 -      노란색
디스다크의 3간부의 일원. 작은 체구의 소년으로, 커다란 후드를 뒤집어 쓰고 있어 평소에는 얼굴을 잘 보여주지 않는다. 실력은 3간부 가운데 최강으로 꼽힌다.
프리즈 (일본어: フリーズ)
성우 - 이토 미야코/김윤채
로봇 같은 풍모를 한 소년. 금의 갑옷 가면의 얼굴이 특징이며 기계적이고 어린 언동을 하고 있다. 녹색과 흰색을 기조로 한 복장을 착용하고 있으며 곰모양에 금빛이 기조를 하고 있다, 기본적으로 쾌활한 성격이지만 디스피아과 직속의 주인인 클로즈에 대해서는 경어로 접하고 있으며 주어진 임무를 충실히 수행하는 우수한 일면도 있다.
스톱 (일본어: ストップ)
성우 - 이자와 시오리/김예림
로봇 같은 풍모를 한 소녀. 은의 갑옷 가면의 얼굴이 특징이며 기계적이고 어린 언동을 하고 있다. 녹색과 흰색을 기조로 한 복장을 착용하고 있으며 토끼모양 긴 귀에서 은빛이 기조를 하고 있다 기본적으로 쾌활한 성격이지만 디스피아과 직속의 주인인 클로즈에 대해서는 경어로 접하고 있으며 주어진 임무를 충실히 수행하는 우수한 일면도 있다.
제츠보그(절망보그)(일본어: ゼツボーグ)
성우 - 나가츠카사 타카유키/이승행
꿈을 절망에 바꾸어 탄생한 괴물.

### 사립 성 노블 학원(사립 노블중학교)
나나세 유이(최유이)(일본어: 七瀬 ゆい)
성우 - 요시무라 하루카/원에스더
하루노 하루카의 기숙사 룸 메이트. 안경을 착용하고 있고 상냥하다. 유일하게 하루카, 미나미, 키라라가 프리큐어라는 것을 알고 있으며 그들에게 힘이 되고싶으려 노력한다.
키사라기 레이코(고예원)(일본어: 如月 れいこ)
성우 - 미즈노 리사/이다은
성 노블 학원의 풍기위원장. 학원과 기숙사의 규칙에 엄격하여 까칠한 성격으로 하루카를 자주 혼낸다. 개를 무서워하지만 퍼프와 사이 좋게 지낸다.
아즈마 세이라(도세라)(일본어: 東 せいら)
성우 - 하시모토 유이/김보나
노블학원 학생회 부회장. 미나미와 초등학교 때부터 소꿉친구이며 스포츠를 잘해 여학생들에게 인기 많다.

### 주인공들의 가족

#### 하루노 일가
하루노 모에(春野もえ)
성우 - 기부 유코 / 원에스더
하루노 하루카의 어머니.
하루노 이부키(春野 いぶき)
성우 - 마츠모토 야스노리 / 김진홍
하루노 하루카의 아버지.
하루노 모모카(春野 ももか) / 한도미
성우 - 마츠우라 아유 / 김윤채
하루노 하루카의 여동생. 초등학교 1학년생이며 한때는 언니를 따랐던 성격이지만 언니가 기숙사로 들어간 후로는 성격이 틀어지게 되었다.

#### 카이도 일가
카이도 와타루(海藤 わたる) / 정하늘
성우 - 오키츠 카즈유키 / 장서화
카이도 미나미의 오빠. 성 노블학원 출신이며 카이도그룹을 운영하는 사장으로 활동하고 있다.
카이도 츠카사(海藤 つかさ)
성우 - 키노시타 히로유키 / 최현수
카이도 미나미의 아버지. 카이도그룹을 이끄는 총수이며 딸인 미나미가 큐어 머메이드로 변신한 모습을 본 적이 있지만 그녀가 자신의 딸이라는 것을 모르고있다.
카이도 마스미(海藤 ますみ)
성우 - 시노하라 에미 / 정현
카이도 미나미의 어머니.

#### 아마노가와 일가
아마노가와 스텔라 / 유 스텔라
성우 - 오하라 사야카 / 강시현
아마노가와 키라라의 어머니. 현역 슈퍼 모델이며 키라라에게 모델의 길을 유도하였던 인물이기도 하다.
타카마다하라 켄 / 이백헌
성우 - 없음
아마노가와 키라라의 아버지. 작중에는 나오지 않았으며 현역 영화배우로 알려졌고 브라질에서 영화촬영중이라 가족들과 자주 만나지 못하는 것으로 알려졌다.

#### 그 밖의 인물
니시키도(錦戸)/배성도
성우는 사카 오사무/이승행
바이올린 제작 및 연주의 장인. 미나미의 바이올린 스승이며, 수리도 계속 맡기고 있다. 13화에 등장하며, 바이올린의 매력을 어린 세대에게도 전하고 싶은 꿈을 갖고 있으며, 그 꿈이 이전 트와일라잇의 표적이 되어 제츠보그가 되기도 했다. 바이올린을 배우고 싶어하는 하루카에게 자신이 처음으로 만든 바이올린을 선물하기도 했다. 35화에서 재등장. 해변가에 쓰러져있던 카나타를 발견하였다. 40화에서는 카나타가 기억을 되찾자 축하 선물로 자신의 바이올린을 선물해줬다. 하루카 일행에게 바이올린을 2대나 선물해준 통크신 할아버지. 최종화에서는 오이카와와 함께 공원 분수대에 앉아있었다.

## 제작진
- 프로듀서 : 土肥 繁葉樹(ABC), 高橋 知子(ADK), 柴田 宏明, 神木 優
- 시리즈 감독 : 다나카 유타
- 시리즈 구성 : 다나카 진
- 음악 : 다카키 히로시
- 제작 담당 : 山崎 尊宗
- 미술 디자인 : 増田 竜太郎
- 채색 설정 : 사쿠마 요시코
- 캐릭터 디자인 : 나카타니 유키코

## 주제가
오프닝 테마《Miracle GO! 프린세스 프리큐어 (Miracle Gо！プリンセスプリキュア)》
작사 - 오모리 쇼코 / 작곡 - 와타나베 료 / 편곡 - 와타나베 료˙이케다 다이스케 / 노래 : 이소베 카린
엔딩 테마《Dreaming☆프린세스 프리큐어(ドリーミング☆プリンセスプリキュア)》
작사 - 마이크 스기야마 / 작곡 - 야마모토 사야카 / 편곡 - 타다 아키후미 / 노래 : 키타가와 리에

## 방영 목록
- 방송일은 아사히 방송 기준.

| 화수             | 제목                                                                                      | 방송일[일본]     | 방송일(애니박스)[대한민국] |
| ---------------- | ----------------------------------------------------------------------------------------- | ---------------- | -------------------------- |
| 제01화           | 私がプリンセス? キュアフローラ誕生! 내가 프린세스? 큐어 플로라 탄생!                      | 2015년 2월 1일   | 2019년 1월 7일             |
| 제02화           | 学園のプリンセス! 登場キュアマーメイド! 학교의 프린세스! 등장, 큐어 머메이드!             | 2015년 2월 8일   | 2019년 1월 7일             |
| 제03화           | もうさよなら? パフを飼ってはいけません! 벌써 이별이야? 퍼프를 기를 둘 수 없어!            | 2015년 2월 15일  | 2019년 1월 7일             |
| 제04화           | キラキラきららは キュアトゥインクル? 반짝반짝 키라라는 큐어 트윙클?                       | 2015년 2월 22일  | 2019년 1월 7일             |
| 제05화           | 3人GO! 私たちプリンセスプリキュア! 세명이서 Go! 우리들은 프린세스 프리큐어!               | 2015년 3월 1일   | 2019년 1월 14일            |
| 제06화           | レッスンスタート! めざせグランプリンセス! 레슨 스타트! 될 수 있어, 그랑 프린세스!         | 2015년 3월 8일   | 2019년 1월 14일            |
| 제07화           | テニスで再会! いじわるな男の子!? 테니스에서 재회! 심술궂은 남자아이!?                     | 2015년 3월 15일  | 2019년 1월 14일            |
| 제08화           | ぜったいムリ!? はるかのドレス作り! 절대 무리!? 하루카의 드레스 만들기!                    | 2015년 3월 22일  | 2019년 1월 21일            |
| 제09화           | 幕よ上がれ! 憧れのノーブルパーティ! 막이여 올라라! 꿈꾸는 노블 파티!                      | 2015년 3월 29일  | 2019년 1월 21일            |
| 제10화           | どこどこ? 新たなドレスアップキー! 어디 어디? 새로운 드레스 업 키!                         | 2015년 4월 5일   | 2019년 1월 21일            |
| 제11화           | 大大大ピンチ!? プリキュアVSクローズ! 대대대위키!? 프리큐어 VS 클로즈!                     | 2015년 4월 12일  | 2019년 1월 28일            |
| 제12화           | きららとアイドル!あつ~いドーナッツバトル! 키라라와 아이돌! 뜨거운 도넛츠 배틀!            | 2015년 4월 19일  | 2019년 1월 28일            |
| 제13화           | 冷たい音色…! 黒きプリンセス現る! 차가운 음색...! 검은 프린세스 나타나다!                  | 2015년 4월 26일  | 2019년 1월 28일            |
| 제14화           | 大好きのカタチ! 春野ファミリーの夢! 사랑의 형태! 하루노 패밀리의 꿈!                      | 2015년 5월 3일   | 2019년 2월 4일             |
| 제15화           | 大変身ロマ! アロマの執事試験! 대변신 로마! 아로마의 집사시험!                             | 2015년 5월 10일  | 2019년 2월 4일             |
| 제16화           | 海への誓い! みなみの大切な宝物! 바다의 맹세! 미나미의 소중한 보물!                        | 2015년 5월 17일  | 2019년 2월 4일             |
| 제17화           | まぶしすぎる! きらら、夢のランウェイ! 눈부셔라! 키라라, 꿈의 런웨이!                      | 2015년 5월 24일  | 2019년 2월 11일            |
| 제18화           | 絵本のヒミツ! プリンセスってなぁに? 그림책의 비밀! 프린세스는 뭘까?                       | 2015년 5월 31일  | 2019년 2월 11일            |
| 제19화           | はっけ~ん! 寮でみつけたタカラモノ! 발견~! 기숙사에서 발견한 보물!                         | 2015년 6월 7일   | 2019년 2월 11일            |
| 제20화           | カナタと再会!? いざ、ホープキングダムへ! 카나타와 재회?! 가자, 호프 킹덤으로~!            | 2015년 6월 14일  | 2019년 2월 18일            |
| 제21화           | 想いよ届け! プリンセスVSプリンセス! 마음이여 전달해라! 프린세스 VS 프린세스!              | 2015년 6월 28일  | 2019년 2월 18일            |
| 제22화           | 希望の炎! その名はキュアスカーレット!! 희망의 불꽃! 그 이름은 큐어 스칼렛!!               | 2015년 7월 5일   | 2019년 2월 18일            |
| 제23화           | ず~っと一緒! 私たち4人でプリンセスプリキュア! 계속 함께! 우리 네명이서 프린세스 프리큐어! | 2015년 7월 12일  | 2019년 2월 25일            |
| 제24화           | 笑顔がカタイ? ルームメイトはプリンセス! 웃는 얼굴이 딱딱해? 룸메이트는 프린세스           | 2015년 7월 19일  | 2019년 2월 25일            |
| 제25화           | はるかのおうちへ! はじめてのおとまり会! 하루카의 집으로~! 처음 만난 합숙!                 | 2015년 7월 26일  | 2019년 2월 25일            |
| 제26화           | トワ様を救え! 戦うロイヤルフェアリー! 토와 님을 구해라! 싸우는 로열 페어리!               | 2015년 8월 2일   | 2019년 3월 4일             |
| 제27화           | ガンバレゆうき! 応援ひびく祭り! 힘내라 유우키! 응원 올리는 축제!                          | 2015년 8월 9일   | 2019년 3월 4일             |
| 제28화           | 心は一緒! プリキュアを照らす太陽の光! 마음은 함께! 프리큐어를 비추는 태양의 빛!           | 2015년 8월 16일  | 2019년 3월 4일             |
| 제29화           | ふしぎな女の子? 受けつがれし伝説のキー! 이상한 여자아이? 받아들여라 전설의 키!            | 2015년 8월 23일  | 2019년 3월 11일            |
| 제30화           | 未来へ! チカラの結晶、プリンセスパレス! 미래로~! 힘의 결정, 프린세스 팰리스!              | 2015년 8월 30일  | 2019년 3월 11일            |
| 제31화           | 新学期! 新たな夢と新たなる脅威! 새학기! 새로운 꿈과 새로운 위협!                          | 2015년 9월 6일   | 2019년 3월 11일            |
| 제32화           | みなみの許嫁!? 帰ってきたスーパーセレブ! 미나미의 약혼자?! 돌아온 슈퍼 귀공자!            | 2015년 9월 13일  | 2019년 3월 18일            |
| 제33화           | 教えてシャムール♪願い叶える幸せレッスン! 가르쳐줘 샤무르♪ 소원을 이루는 행복의 레슨!      | 2015년 9월 20일  | 2019년 3월 18일            |
| 제34화           | ピンチすぎる~! はるかのプリンセスコンテスト! 대위기~! 하루카의 프린세스 콘테스트!         | 2015년 9월 27일  | 2019년 3월 18일            |
| 제35화           | やっと会えた…! カナタと失われた記憶! 드디어 만났다...! 카나타와 잃어버린 기억!            | 2015년 10월 4일  | 2019년 3월 25일            |
| 제36화           | 波立つ心…! みなみの守りたいもの! 파도치는 마음...! 미나미가 지키고 싶은 것!               | 2015년 10월 11일 | 2019년 3월 25일            |
| 제37화           | はるかが主役!? ハチャメチャロマンな演劇会! 하루카가 주역!? 엉망진창인 낭만적인 연극회!    | 2015년 10월 18일 | 2019년 3월 25일            |
| 제38화           | 怪しいワナ…! ひとりぼっちのプリンセス! 수상한 함정...! 외톨이 프린세스!                   | 2015년 10월 25일 | 2019년 4월 1일             |
| 제39화           | 夢の花ひらく時! 舞え、復活のプリンセス! 꿈의 꽃이 필 때! 흩날려라, 부활의 프린세스!       | 2015년 11월 8일  | 2019년 4월 1일             |
| 제40화           | トワの決意! 空にかがやく希望の虹! 토와의 결의! 하늘에 빛나는 희망의 무지개!               | 2015년 11월 15일 | 2019년 4월 1일             |
| 제41화           | ゆいの夢! 想いはキャンバスの中に…! 유이의 꿈! 상상은 캔버스 속에...!                      | 2015년 11월 22일 | 2019년 4월 8일             |
| 제42화           | 夢かプリキュアか!? 輝くきららの選ぶ道! 꿈인가 프리큐어인가?! 빛나는 키라라의 선택지!      | 2015년 11월 29일 | 2019년 4월 8일             |
| 제43화           | 一番星のきらら! 夢きらめくステージへ! 일등성 키라라! 꿈이 빛나는 스테이지!                | 2015년 12월 6일  | 2019년 4월 8일             |
| 제44화           | 湧き上がる想い! みなみの本当のキモチ! 북받치는 마음! 미나미의 진정한 심정!                | 2015년 12월 13일 | 2019년 4월 15일            |
| 제45화           | 伝えたい想い! みなみの夢よ大海原へ! 전하고 싶은 마음! 미나미의 꿈이여, 넓은 바다로!       | 2015년 12월 20일 | 2019년 4월 15일            |
| 제46화           | 美しい…!? さすらうシャットと雪の城! 아름다워...!? 방황하는 셧과 눈의 성!                  | 2015년 12월 27일 | 2019년 4월 15일            |
| 제47화           | 花のように…! つよくやさしく美しく! 꽃처럼...! 강하게 상냥하게 우아하게!                   | 2016년 1월 10일  | 2019년 4월 22일            |
| 제48화           | 迫る絶望…! 絶体絶命のプリンセス! 다가오는 절망…! 절체절명의 프린세스!                     | 2016년 1월 17일  | 2019년 4월 22일            |
| 제49화           | 決戦ディスピア! グランプリンセス誕生! 결전 디스피아! 그랑 프린세스 탄생!                  | 2016년 1월 24일  | 2019년 4월 22일            |
| 제50화[마지막회] | はるかなる夢へ! GO! プリンセスプリキュア! 아득한 꿈에! Go! 프린세스 프리큐어!             | 2016년 1월 31일  | 2019년 4월 29일            |

## 방영 목록 [더빙판]
| 화수             | 제목[우리말 더빙]                              |
| ---------------- | ---------------------------------------------- |
| 제01화           | 내가 프린세스? 큐어 플로라 탄생!               |
| 제02화           | 학교의 프린세스! 등장, 큐어 머메이드!          |
| 제03화           | 벌써 헤어져? 퍼프를 키우면 안됩니다!           |
| 제04화           | 반짝반짝 유은하는 큐어 트윙클?                 |
| 제05화           | 셋이서 Go! 우리들은 프린세스 프리큐어!         |
| 제06화           | 레슨 스타트! 목표는, 그랑 프린세스!            |
| 제07화           | 테니스로 다시 만나다! 짓궂은 남자아이!?        |
| 제08화           | 절대 못 해!? 보미의 드레스 만들기!             |
| 제09화           | 막이여 올라라! 꿈에 그리던 노블 파티!          |
| 제10화           | 어디 어디? 새로운 드레스업 키!                 |
| 제11화           | 아주아주 큰 위기!? 프리큐어 VS 클로즈          |
| 제12화           | 은하와 아이돌! 뜨거운 도넛 배틀!               |
| 제13화           | 차가운 음색…! 검은 프린세스 나타나다!          |
| 제14화           | 사랑의 형태! 보미 가족의 꿈!                   |
| 제15화           | 대변신 로마! 아로마의 집사시험!                |
| 제16화           | 바다에 한 맹세! 바다의 소중한 보물!            |
| 제17화           | 너무 눈부셔! 유은하 꿈의 런웨이!               |
| 제18화           | 그림책의 비밀! 프린세스란 뭘까?                |
| 제19화           | 발견! 기숙사에서 찾은 보물!                    |
| 제20화           | 카나타와 재회!? 가자, 호프킹덤으로!            |
| 제21화           | 마음이여, 전해져라! 프린세스 VS 프린세스!      |
| 제22화           | 희망의 불꽃! 그 이름, 큐어 스칼렛!!            |
| 제23화           | 영원히 함께! 우리 넷이 모여 프린세스 프리큐어! |
| 제24화           | 웃는 게 어색해? 룸메이트는 프린세스!           |
| 제25화           | 보미의 집으로! 처음 친구 집에서 자는 날!       |
| 제26화           | 토와 님을 구해라! 싸우는 로열 페어리!          |
| 제27화           | 힘내라, 남용민! 응원이 울려 퍼지는 여름 축제!  |
| 제28화           | 모두 같은 마음! 프리큐어를 비추는 태양의 빛!   |
| 제29화           | 신비한 여자아이? 전해 내려온 전설의 키!        |
| 제30화           | 미래를 향해! 힘의 결정, 프린세스 팰리스!       |
| 제31화           | 새학기! 새로운 꿈과 새로운 위협!               |
| 제32화           | 바다의 약혼자!? 돌아온 초특급 부자!            |
| 제33화           | 가르쳐 줘요 샤무르♪ 소원을 이루는 행복한 레슨! |
| 제34화           | 너무 위태로워! 보미의 프린세스 대회!           |
| 제35화           | 드디어 만났다…! 카나타와 잃어버린 기억!        |
| 제36화           | 파도치는 마음...! 바다가 지키고 싶은 것!       |
| 제37화           | 보미가 주인공!? 무지무지 낭만적인 연극회!      |
| 제38화           | 수상한 함정…! 외톨이 프린세스!                 |
| 제39화           | 꿈의 꽃이 필 때! 흩날려라, 부활의 프린세스!    |
| 제40화           | 영원의 결심! 하늘에서 빛나는 희망의 무지개!    |
| 제41화           | 유이의 꿈! 마음은 캔버스 안에…!                |
| 제42화           | 꿈인가 프리큐어인가?! 은하가 선택한 빛나는 길! |
| 제43화           | 샛별 유은하! 꿈이 반짝이는 무대로!             |
| 제44화           | 북받치는 마음! 바다의 진심!                    |
| 제45화           | 전하고 싶은 마음! 바다의 꿈이여 넓은 바다로!   |
| 제46화           | 아름다워…!? 방황하는 셧과 눈의 성!             |
| 제47화           | 꽃과 같이...! 강하게 상냥하게 아름답게!        |
| 제48화           | 다가오는 절망…! 절체절명의 프린세스!           |
| 제49화           | 디스피아와의 결전! 그랑 프린세스 탄생!         |
| 제50화[마지막회] | 아득한 꿈을 향해! Go! 프린세스 프리큐어!       |

방영 날짜 7월 23일~1월 23일

## 극장판
극장판 Go! 프린세스 프리큐어 Go!Go!! 호화 3편!!!
2015년 10월 31일 공개. 큐어 스칼렛, 유이, 미스 샤무르, 클로로가 영화 첫 출연. 시리즈로는 최초의 3본입으로 구성되어 상영된다.

### 크로스 오버 극장판
극장판 프리큐어 올스타즈 봄의 카니발♪
2015년 3월 14일 공개.
극장판 프리큐어 올스타즈 모두 함께 노래하다♪ 기적의 마법!
2016년 3월 19일 공개.
극장판 프리큐어 드림스타즈!
2017년 3월 18일 공개.
극장판 허긋토! 프리큐어♡두 사람은 프리큐어 올스타즈 메모리즈
2018년 10월 27일 공개. 프리큐어 15주년 기념작으로, 전작인 두 사람은 프리큐어 외 프리큐어 전 작품을 콜라보한 크로스 오버 작품이다.
극장판 프리큐어 미라클 유니버스
2019년 3월 16일 공개.
극장판 프리큐어 올스타즈 F
2023년 9월 15일 공개. 프리큐어 20주년 기념작이다.